# Silväschtertrösche
Das Silväschtertrösche (Silvesterdreschen) ist einer der  Seetaler Winterbräuche.
Er findet jeweils am Jahreswechsel zwischen 31.  Dezember und 1. Januar in Teilen der Schweiz statt. Nachdem er ursprünglich im ganzen Seetal anzutreffen war, wird er heute nur noch in Hallwil ausgeübt.

## Inhalt
Auf dem Bruderhübel wird ein grosses Silvesterfeuer aufgeschichtet und in Brand gesetzt. Die Drescher sind erwachsene Männer. Sie dreschen mit ihren Dreschflegeln im Takt zu zweit, zu dritt, zu viert, zu sechst oder zu acht das alte Jahr aus und das neue Jahr ein.